# Archosargus
Archosargus és un gènere de peixos de la família dels espàrids.

## Taxonomia
Hi ha quatre espècies reconegudes:
- Archosargus aries (Valenciennes a Cuvier i Valenciennes, 1830)
- Archosargus pourtalesii (Steindachner, 1881)
- Archosargus probatocephalus (Walbaum, 1792)
- Archosargus rhomboidalis (Linnaeus, 1758)